# Dragatge

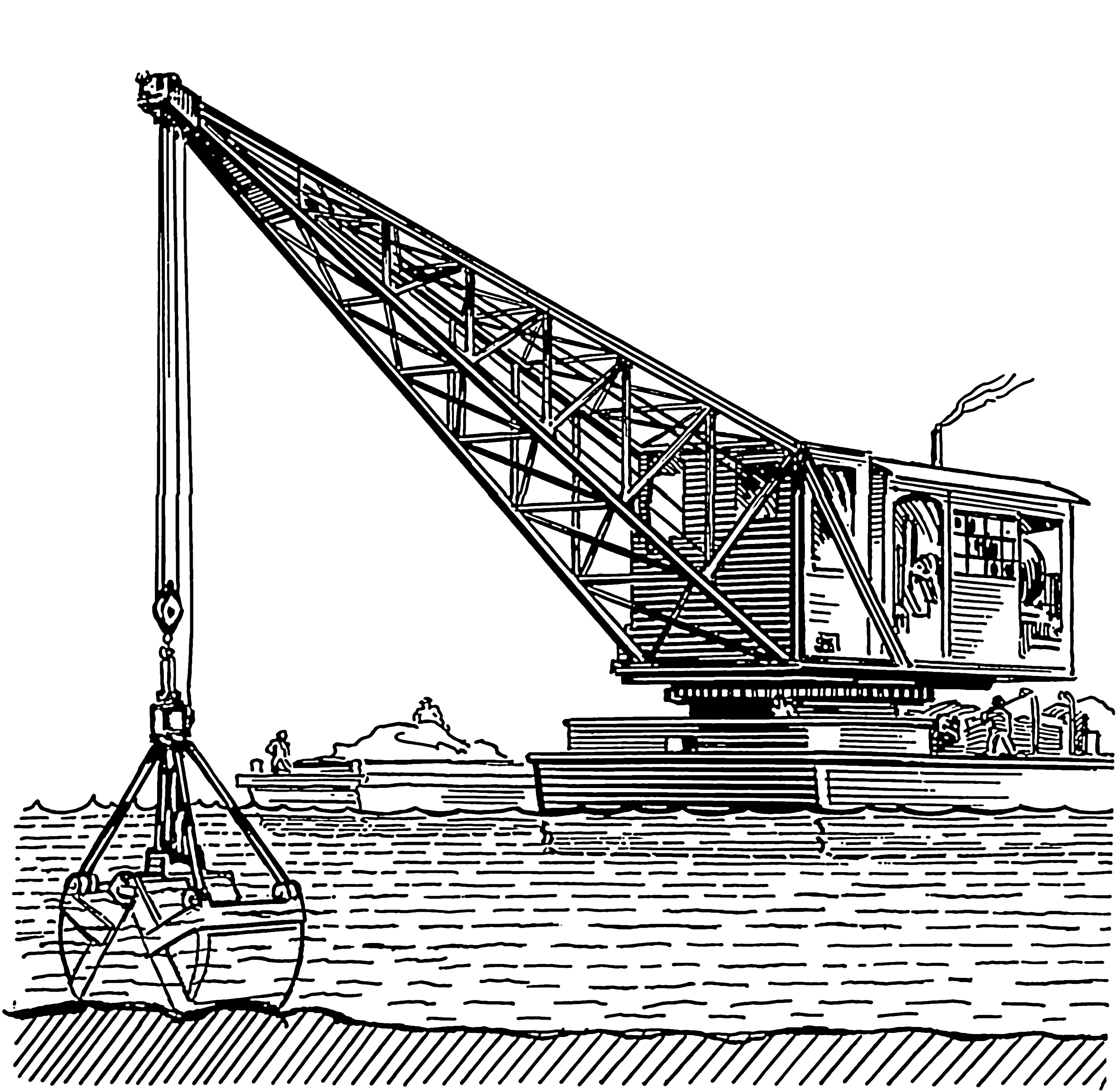
Draga

El dragatge és l'operació que consisteix a extreure materials del fons del mar, o bé per explotar-los (granulats marins), o bé per realitzar treballs de tipus portuari (cavada de conques o de canals, o manteniment per deslliurar-los dels sediments (sovint contaminats) que s'han acumulat i en disminueixen la cota). És també una tècnica de pesca utilitzada per a certes petxines, que és denunciada per als seus impactes negatius sobre el medi ambient quan és abusivament practicada. A les zones de seqüeles de guerres, la presència de municions no explotades pot agreujar el risc de contaminació per als ports i canals que han estat sovint el blanc de bombardeigs. Els sediments dragats contenen sovint metalls pesants, i d'altres agents contaminants (entre els quals pesticides) que s'han acumulat en el transcurs del temps. Són dipositats sobre dipòsits al llarg dels canals, als ports o llençats a la mar, després d'un estudi d'impacte, arribat el cas.

## Extracció de granulats
Es pot realitzar a profunditats bastant llargues (diverses desenes de metres). Les quantitats extretes són importants (típicament, diversos milers de tones a diverses desenes de milers de tones). Els materials extrets són generalment sorres i graves, principalment utilitzades en obres públiques o materials calcaris (utilitzats principalment en feines agrícoles).

## Dragatge portuari

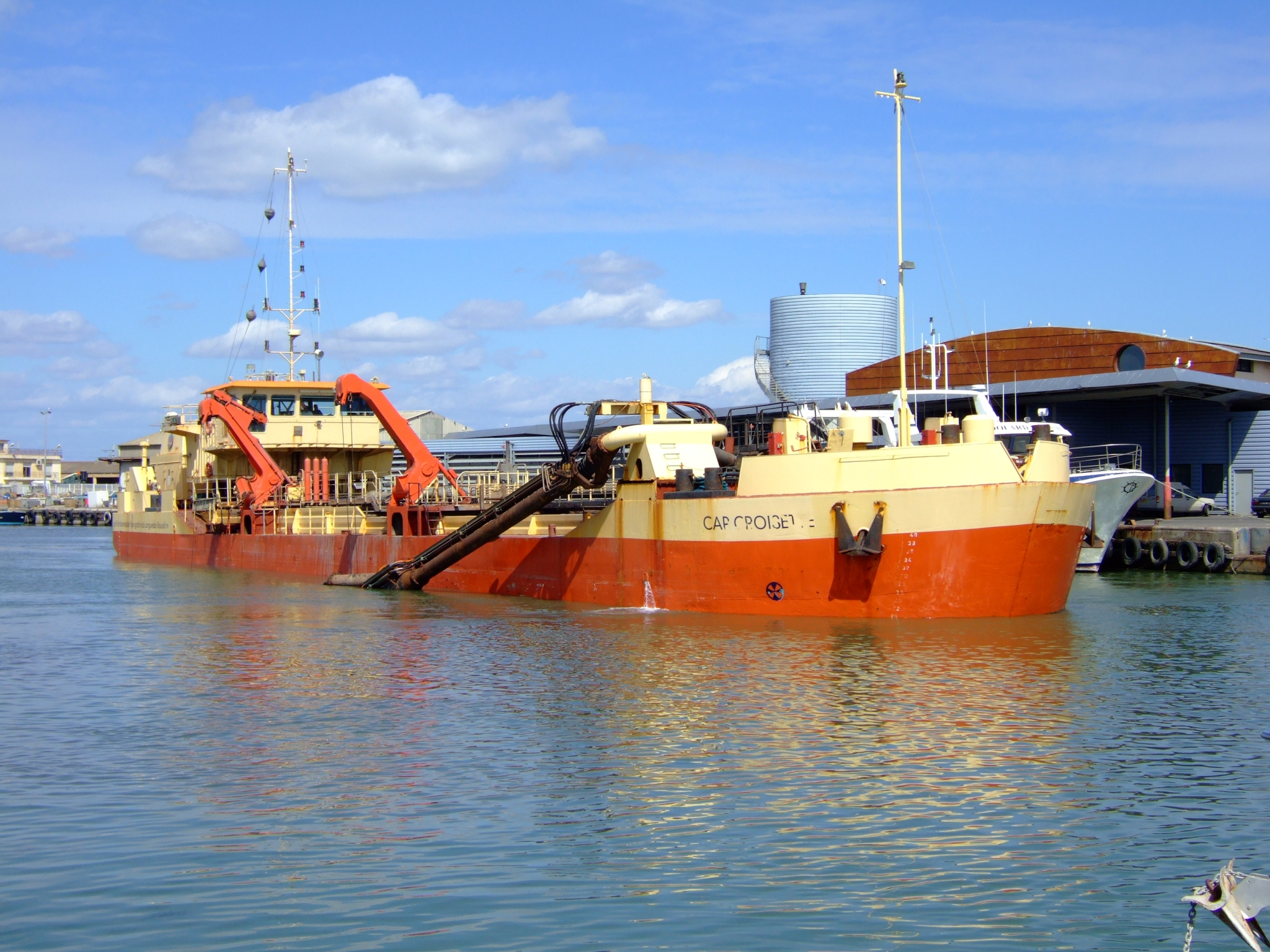
Draga en acció al port de La Novella

El dragatge consisteix en l'excavació de sòls o d'al·luvions sota l'aigua (llacs, rius, weterings, canals, estuaris, canals marins, etc.). Segons la situació, es pot dragar a partir de la riba, amb eines de treball clàssiques o sobre l'aigua amb l'ajuda d'un vaixell o d'una barcassa especialitzat draga, que cal no confondre amb l'eina de pesca del mateix nom.

### Tractament dels materials dragats
El futur dels materials dragats depèn de la seva naturalesa (llims, sorres, graves...) i de la seva concentració d'agents contaminants: als ports, els agents contaminants es concentren en efecte als sediments (hidrocarburs, tributilestany, metalls pesants, restes, municions no explotades, etc.). Quan conté una llarga concentració de llot, el material pot ser fermentat per a extraure biogas.
A França, el 1990, es va establir un Grup d'Estudis i d'Observació sobre el Dragatge i el Medi Ambient (GEODE) per elaborar una guia tècnica de bones pràctiques en matèria de dragatge portuari. Aquest grup ha definit els diversos llindars que poden ser presents als compostos, i que determinaran la seva destinació : (rebuig a la mar, utilització en terraplens, emmagatzematge a terra, tractament ...).

## Riscs per al medi ambient

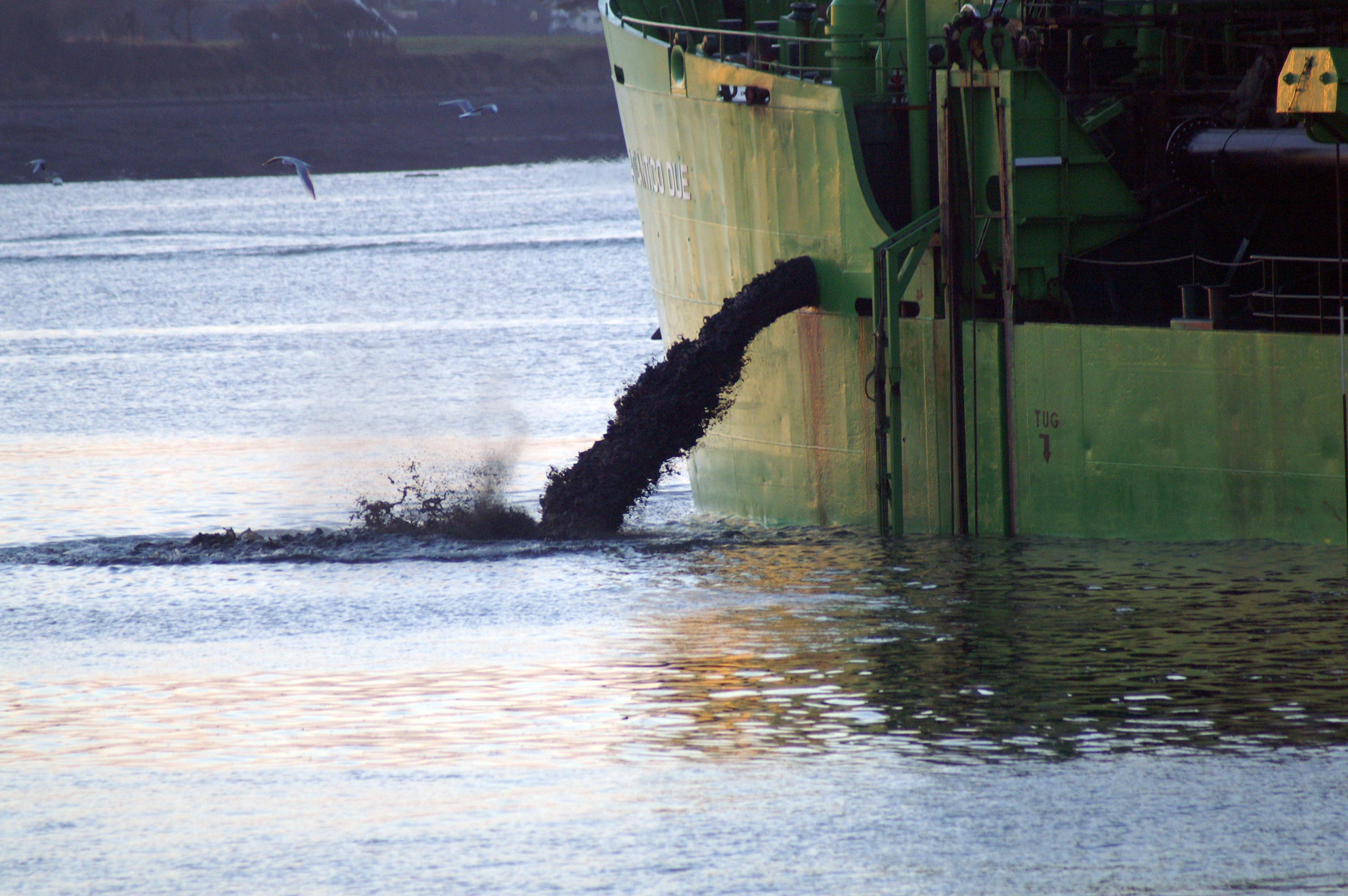
La draga Atlantico Due feinejant a An Oriant

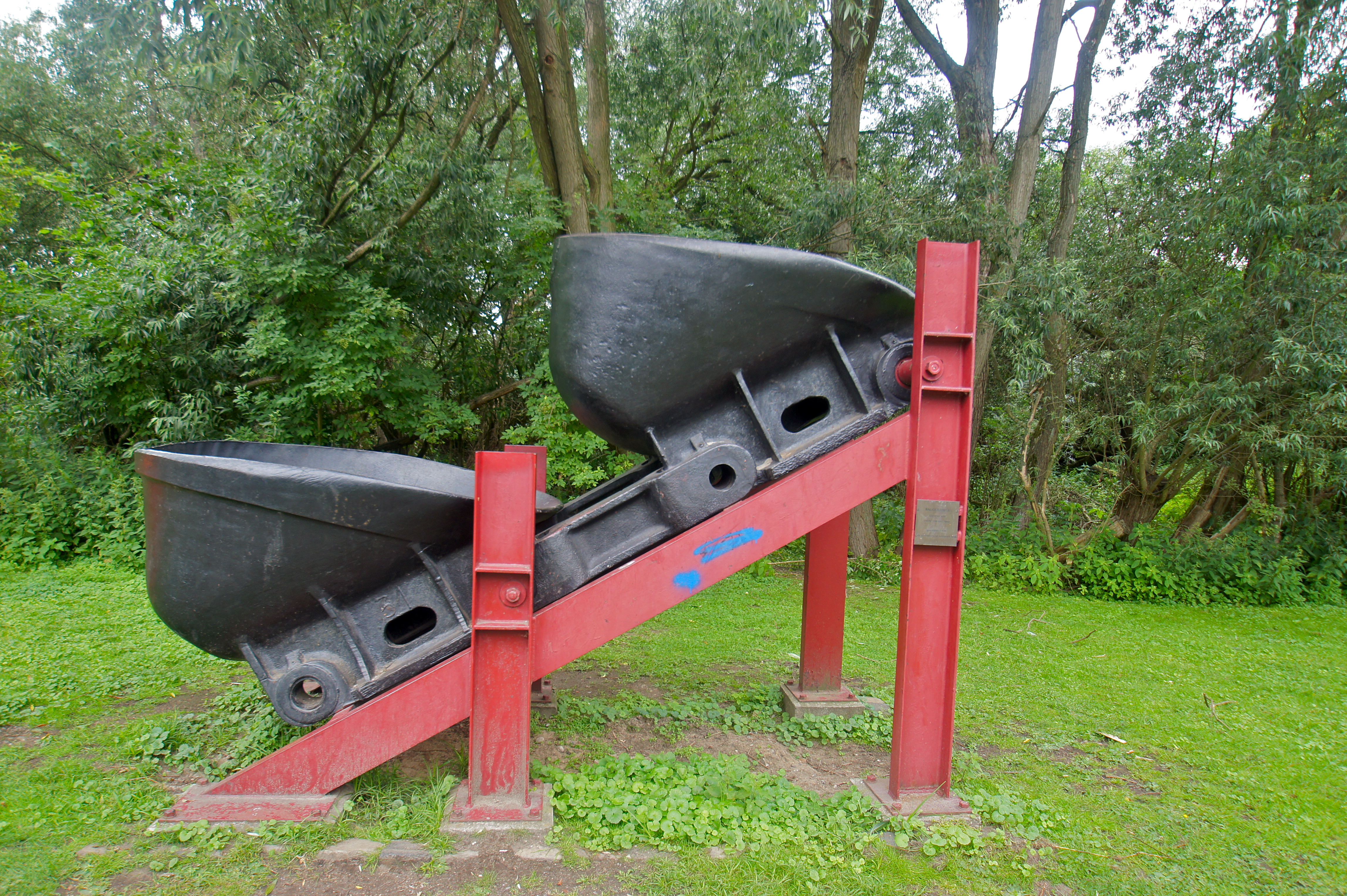
Galledes de dragatge exposat al jardí del Bürgerhaus a Wilhelmsburg

En el cas de dragatges de canals, dels ports, els sediments fangosos o llotosos poden ser contaminats metalls pesants, pesticides..). Així de vegades l'operació de dragatge o neteja és més contaminant per al medi ambient que no pas deixar els sediments allà on eren.
Subtils variació del pH, de la taxa d'oxigen, de la bio-turbació, una crescuda, o la mobilització voluntària o involuntària dels sediments respectivament en el moment dels dragatges o en el moment del pas d'un vaixell pesat de manera inhabitual, etc. poden remoure els tòxics que eren anteriorment almenys provisionalment entrampats en el «compartiment sedimentari». Poden llavors ser transferits més avall o a altres parts de la xarxa hidrogràfica o compartiment dels ecosistemes.
Els impactes són locals, però sobretot diferits en l'espai i el temps, sobre un indret de rebuig que pot estar allunyat del punt de dragatge, més avall segons els corrents. Les quantitats poden ser importants. Per exemple un projecte consisteix a eliminar per rebuig a la mar a 15 km a l'altura del Calvados 4,5 milions de m3/any de fangs de dragatge de l'estuari del port de Rouen fins al 2050. Aquest projecte havia rebut a finals de 2010 una opinió favorable del comissari-investigador, però - en resposta a les desaprovacions de certes col·lectivitats - el prefecte de la Baixa Normandia l'ha retirat i ha demanat un nou informe públic.
Pot esdevenir-se que el dragatge no decapi més que la capa superficial, és a dir els sediments més recents (sovint menys contaminats als països que tenen una política mediambientals forta). Retornar l'aigua i els organismes aquàtics en contacte amb sediments antics més contaminats és un risc que un estudi d'impacte pot avaluar.
Des dels anys 1980, els científics intenten desenvolupar models predictius i eines d'ajuda a la decisió. Per això han de comprendre millor en principi el comportament dels contaminants, eventualment sinèrgics en els sediments o en el moment de les operacions de dragatge (modificacions químiques, etc.).
En el cas d'extracció de granulats (pedres i sorres) en el moment de la construcció d'un port per exemple, l'impacte directe per al medi ambient és de vegades relativament limitat tenint en compte el fet que aquestes operacions es fan per definició a sectors on la presència de vida orgànica és feble o quasi nul·la (però que poden ser zones de fresa). La terbolesa de l'aigua pot ser afectada localment pel pas del fibló. El solc creat pel pas del fibló és ràpidament omplert pel moviment de l'aigua.
Els costos de dragatge i dipòsit varien, però poden atènyer a Europa uns 100 €/m³. sobretot en el cas de sediments tractats a terra (alguns euros en el cas de dragatge de grans masses assentades a la mar), el que implica costos molt elevats per a les grans operacions. En la majoria dels països desenvolupats, els sediments contaminats han de ser descontaminats o ser emmagatzemats a terra. Avui, són emmagatzemats en indrets de dipòsits i confinament que responen a les normes en vigor (i que es troben, idealment, a prop del lloc d'extracció).

## Material utilitzat
S'utilitzen els equips següents:
- draga de tremuja final, principalment utilitzada als dragatges portuaris de manteniment l'extracció de granulats i el desplaçament de grans quantitats de materials (creació d'illes, molls, dics, que treballa per aspiració
- draga de disc disgregador (o «draga en cúter»), principalment utilitzada per als dragatges en materials resistents (argiles, roques, graves consolidades)
- draga de pala retroexcavadora, per als treballs d'acabament o els treballs atípics.
- La draga de cullera és un equip superat, que posa massa sediments en suspensió, però encara molt present en la memòria del gran públic.